# Lambertus Doedes
Lambertus Doedes   (Zutphen, 4 de juliol de 1878 - la Haia, 17 de maig de 1955) va ser un regatista neerlandès que va competir a començaments del segle xx.
El 1928 va prendre part en els Jocs Olímpics d'Amsterdam, on va guanyar la medalla de plata en la regata de 8 metres del programa de vela, a bord de l'Hollandia, junt a Gerard de Vries Lentsch, Maarten de Wit, Hendrik Kersken, Johannes van Hoolwerff i Cornelis van Staveren.